# 12-я армия (Япония)
12-я армия (яп. 第12軍) — воинское подразделение японской Императорской армии, действовавшее во время японо-китайской войны (1937—1945).
Сформирована 7 ноября 1938 года под командованием генерала Суэтака. Входила в состав Северо-Китайского фронта, её основной задачей были гарнизонная служба в Северном Китае, формирования и обучения новых частей, а также борьба с партизанами.
Расформирована в районе Чжэнчжоу (провинции Хэнань) после капитуляции Японии.